# Obstinato (álbum)
Obstinato es el séptimo álbum de estudio de la banda española de heavy metal Barón Rojo, se publicó en 1989 por Zafiro, y fue producido por la banda. 
Las sesiones de grabación se efectuaron en los Estudios Chamber durante los meses de marzo y abril de 1989.

## Detalles
Esta sería la última producción del grupo con su formación original, marcando la partida del bajista y cantante José Luis Campuzano (Sherpa), y del batería Hermes Calabria, y su última placa para la recordada compañía Chapa. 
Fue un pieza de poca difusión, aunque en la actualidad goza de una recepción positiva por la crítica especializada. Entre los temas más destacados del álbum se incluye la versión lenta de "Herencia Letal", "Pura Sangre" y "Tren Fantasma" aunque no lograrían figuración mediática, la canción número 3, "Get on your Knees" es una versión de la famosa banda de los sesenta llamada Los Canarios. Armando de Castro puso los teclados en "Vampiros y banqueros". El diseño y realización de la portada fue realizada por Sherpa.

## Lista de canciones
1. "Vampiros y banqueros" (Armando de Castro, Carlos de Castro) - 5:30
2. "Por vez primera" (Carolina Cortés, Hermes Calabria, José Luis Campuzano) - 4:56
3. "Get On Your Knees" (Eduardo "Teddy" Bautista) - 3:52
4. "Tren fantasma" (Carolina Cortés, José Luis Campuzano) - 5:01
5. "Colapso en la M-30" (Carlos de Castro) - 5:11
6. "Paraíso terrenal" (Carolina Cortés, José Luis Campuzano, Miguel Ángel Collado) - 3:55
7. "Dueño de mi destino" (Armando de Castro, Carlos de Castro) - 4:30
8. "Herencia letal" (Armando de Castro, Carolina Cortés, José Luis Campuzano) - 7:12
9. "Seguimos vivos" (Armando de Castro, Carlos de Castro, Carolina Cortés, José Luis Campuzano) - 4:37
10. "Pura sangre" (Armando de Castro, Carlos de Castro) - 4:46

## Personal
- Armando de Castro - Guitarra solista, rítmica, acústica, eléctrica de 12 cuerdas, teclados en "Vampiros y banqueros"
- Carlos de Castro - Guitarra solista y rítmica, coros, voz principal en “Vampiros y banqueros”, “Get On Your Knees”, “Colapso en la M-30”, “Dueño de mi destino”, "Seguimos vivos" y “Pura sangre”.
- José Luis Campuzano - Bajo, slide guitar, coros, voz principal en “Por vez primera”, “Tren fantasma”, “Paraíso terrenal” y “Herencia letal”.
- Hermes Calabria – Batería y percusión